# BMW F16
BMW F16 (eller BMW X6) är en crossover, tillverkad av den tyska biltillverkaren BMW mellan 2014 och 2019.

## Motor
| Modell        | Årsmodell | Motor                    | Cylindervolym | Effekt | Bränslesystem            |
| ------------- | --------- | ------------------------ | ------------- | ------ | ------------------------ |
| X6 xDrive 30d | 2015-19   | N57: 6-cyl radmotor DOHC | 2993 cm³      | 258 hk | Common rail turbodiesel  |
| X6 xDrive 40d | 2015-19   | N57: 6-cyl radmotor DOHC | 2993 cm³      | 313 hk | Common rail turbodiesel  |
| X6 M50d       | 2015-19   | N57: 6-cyl radmotor DOHC | 2993 cm³      | 381 hk | Common rail turbodiesel  |
| X6 xDrive 35i | 2015-19   | N55: 6-cyl radmotor DOHC | 2979 cm³      | 306 hk | Direktinsprutning, turbo |
| X6 xDrive 50i | 2015-19   | N63: 8-cyl V-motor DOHC  | 4395 cm³      | 450 hk | Direktinsprutning, turbo |
| X6 M          | 2015-19   | S63: 8-cyl V-motor DOHC  | 4395 cm³      | 575 hk | Direktinsprutning, turbo |